# Türksat (серия спутников)
Türksat — серия спутников связи, эксплуатируемых одноимённой турецкой компанией Türksat A.Ş.. Основной земной станцией, предоставляющей услуги спутниковой связи, является станция Гёлбашы в Анкаре.

## Миссии
| Спутник    | Дата запуска    | Место запуска                      | Ракета носитель  | Масса   | Статус                         | Примечания   |
| ---------- | --------------- | ---------------------------------- | ---------------- | ------- | ------------------------------ | ------------ |
| Türksat 1A | 24 января 1994  | Гвианский космический центр, ELA-2 | Ariane-44LP H10+ | 1743 кг | Неудача                        |              |
| Türksat 1B | 10 августа 1994 | Гвианский космический центр, ELA-2 | Ariane-44LP H10+ | 1743 кг | Выведен из эксплуатации (2006) |              |
| Türksat 1C | 9 июля 1996     | Гвианский космический центр, ELA-2 | Ariane-44L H10-3 | 2100 кг | Выведен из эксплуатации (2010) |              |
| Türksat 2A | 10 января 2001  | Гвианский космический центр, ELA-2 | Ariane-44L H10-3 | 3530 кг | Выведен из эксплуатации (2016) | Eurasiasat 1 |
| Türksat 3A | 12 июня 2008    | Гвианский космический центр, ELA-3 | Ariane 5ECA      | 3110 кг | В эксплуатации                 |              |
| Türksat 4A | 14 февраля 2014 | / Байконур, Площадка 81/24         | Протон-М/Бриз-М  | 4850 кг | В эксплуатации                 |              |
| Türksat 4B | 16 октября 2015 | / Байконур, Площадка 200/39        | Протон-М/Бриз-М  | 4924 кг | В эксплуатации                 |              |
| Türksat 5A | 8 января 2021   | Мыс Канаверал, SLC-40              | Falcon 9 Block 5 | 3500 кг | В эксплуатации                 |              |
| Türksat 5B | 19 декабря 2021 | Мыс Канаверал, SLC-40              | Falcon 9 Block 5 | 4500 кг | В эксплуатации                 |              |
| Türksat 6A | Июнь 2024       | Мыс Канаверал, SLC-40              | Falcon 9 Block 5 | 4250 кг | Ожидается запуск               |              |

## Спутники

### Türksat 1A
Türksat 1A — первый спутник из серии Türksat, который был запущен 29 января 1994 года с помощью ракеты-носителя Ариан-4 с Гвианского космического центра в Куру (Французская Гвиана). Из-за отказа двигателя спутник не смог выйти на заданную орбиту, и ракета упала в океан.

### Türksat 1B
После первой неудачи Турция вывела свой первый искусственный спутник на орбиту 11 августа 1994 года. Им стал Türksat 1B, вышедший на орбиту 42° в. д.. После орбитальных испытаний спутник был официально введён в эксплуатацию 10 октября 1994 года. В зону покрытия спутника входили Турция, Центральная Европа и Центральная Азия. В полезную нагрузку спутника входили 16 транспондеров, из которых 10 работали на частоте 36 МГц, 6 — на частоте 72 МГц в Ku-диапазоне (11—14 Гц). Четыре транспондера отвечали за переключение с Турции на Центральную Европу, три — за переключение с Турции на Центральную Азию. Спутник Türksat 1B обеспечивал услуги спутникового теле- и радиовещания, телефонной связи и Интернет-соединения.

### Türksat 1C
После неудачи со спутником Türksat 1A компания Aérospatiale начала строительство нового спутника, который был застрахован турецкой компанией. Зона покрытия спутника Türksat 1C по сравнению с 1B включала ещё два дополнительных участка, обеспечивая прямое соединение Европы со Средней Азией. Запуск состоялся 10 июля 1996 года, спутник был выведен на орбиту 31.3° в. д., однако после завершения орбитальных испытаний спутник был переведён на орбиту 42° в. д., что заняло 17 дней. Весь трафик вещания Türksat 1B теперь проходил через Türksat 1C. После завершения процессов Türksat 1B был переведён на орбиту 313° в. д. 17 июля 2008 года весь трафик Türksat 1C переключился на спутник Türksat 3A, а сам 1C перешёл на орбиту 31.3° в. д. Окончательно выведен из эксплуатации в 2010 году.

### Türksat 2A
В связи с необходимостью расширения зоны покрытия и пропускных способностей, а также на случай отказа уже имевшихся спутников Турция продолжила запускать свои спутники. Новый спутник было решено разместить на той же орбите, что и уже работавший Türksat 1C. Компания Türk Telekom совместно с компанией Aérospatiale (при участии Thales Alenia Space) учредила предприятие под названием EurasiaSat, которое должно было закупить новый спутник под названием Türksat 2A (он же EurasiaSat 1). Свою работу спутник начал 1 февраля 2001 года на орбите 42° в. д., где находился Türksat 1C.
Полезная нагрузка Türksat 2A включала 34 высокомощных транспондера — 22 транспондера на частоте 33 МГц с фиксированным лучом и 12 транспондеров на частоте 36 МГц с двумя управляемыми лучами. Две зоны покрытия транспондеров с фиксированным лучом включали:
- Запад: участок, ограниченный Британскими Виргинскими островами на западе, Скандинавией на севере, Северной Африкой на юге и Каспийским морем на востоке.
- Восток: участок, ограниченный Балканским полуостровом на западе, Россией на севере, Пакистаном на юге и границей КНР на востоке.

Транспондеры с двумя управляемыми лучами обеспечивают связь на территории Южной Азии и ЮАР.
18 сентября 2014 года весь трафик Türksat 2A был передан спутнику Türksat 4A, однако вещание нескольких каналов продолжалось через Türksat 2A до вывода спутника из эксплуатации в 2016 году.

### Türksat 3A
Запуск спутника Türksat 3A должен был предоставить компании возможность предоставлять услуги спутникового телевещания на большей территории (помимо Турции, Европы, Ближнего Востока, Северной Африки и Центральной Азии). Благодаря переключаемым транспондерам спутник Türksat 3A мог играть роль моста между Европой и Азией. Зона покрытия спутником территории Турции была разработана специально для станций типа VSAT, предоставлявших услуги связи по низкой цене своим клиентам.
В качестве платформы использовалась Spacebus 4000B2. Спутник, предназначенный на замену Türksat 1C, был оснащён 24 транспондерами, работающими в Ku-диапазоне, и обладал мощностью 8 кВт. Предполагался вывод спутника на орбиту 42° в. д. Пусковая масса спутника достигала 3060 кг
Türksat 3A, равно как и британский спутник Skynet 5C, был выведен на орбиту с помощью ракеты Ариан-5, запущенной 12 июня 2008 года в 22:05:02 UTC с пусковой площадки ELA-3 Гвианского космического центра.

### Türksat 4A
Спутник Türksat 4A был запущен с космодрома Байконур 14 февраля 2014 года в 23:09 UTC. После трёх месяцев пребывания на орбите и испытания подсистем он был переведён со временной орбиты 50° в. д. на 42° в. д. Вещание началось 15 июля 2014 года. Обеспечивается спутниковое телевещание на территории Турции, Европы, Центральной Азии, Ближнего Востока и Африки благодаря работе транспондеров в Ku-, C- и Ka-диапазонах.

### Türksat 4B
Спутник Türksat 4B был запущен с космодрома Байконур 16 октября 2015 года в 20:40 UTC.